# Syrtyka
Syrtyka (arab. سرت, Sirt) – półpustynny region w północno-środkowej Libii, północne przedłużenie Sahary. Rozciąga się na długości ok. 480 km wzdłuż wybrzeża zatoki Wielka Syrta Morza Śródziemnego i wcina się w głąb lądu w kierunku południowo-wschodnim. Na obszarze Syrtyki znajdują się liczne pola naftowe, m.in. Sarir, Zaltan i Az-Zahra.